# Gornje Stravče
Gornje Stravče este un sat din municipiul Podgorica, Muntenegru. Conform datelor de la recensământul din 2003, localitatea are 10 locuitori (la recensământul din 1991 erau 24 de locuitori).

## Demografie
În satul Gornje Stravče locuiesc 10 persoane adulte, iar vârsta medie a populației este de 62,3 de ani (56,3 la bărbați și 66,3 la femei). În localitate sunt 6 gospodării, iar numărul mediu de membri în gospodărie este de 1,67.
Această localitate este populată majoritar de sârbi (conform recensământului din 2003).
|  |

| Demografie | Demografie | Demografie |
| An         | Locuitori  | Locuitori  |
| ---------- | ---------- | ---------- |
|            |            |            |
|            |            |            |
|            |            |            |
|            |            |            |
| 1948       | 62         |            |
| 1953       | 92         |            |
| 1961       | 82         |            |
| 1971       | 53         |            |
| 1981       | 37         |            |
| 1991       | 24         | 24         |
| 2003       | 10         | 10         |

| \| Componența etnică conform recensământului din 2003[2] \| Componența etnică conform recensământului din 2003[2] \| Componența etnică conform recensământului din 2003[2] \| Componența etnică conform recensământului din 2003[2] \| Componența etnică conform recensământului din 2003[2] \| \| ----------------------------------------------------- \| ----------------------------------------------------- \| ----------------------------------------------------- \| ----------------------------------------------------- \| ----------------------------------------------------- \| \| \| \| \| \| \| \| Sârbi \| Sârbi \| \| 7 \| 70% \| \| Muntenegreni \| Muntenegreni \| \| 2 \| 20% \| \| necunoscută \| necunoscută \| \| 1 \| 10% \| |              |  |   |     |
| Componența etnică conform recensământului din 2003 |              |  |   |     |
| |              |  |   |     |
| Sârbi | Sârbi        |  | 7 | 70% |
| Muntenegreni | Muntenegreni |  | 2 | 20% |
| necunoscută | necunoscută  |  | 1 | 10% |